# Валерий Максим (консул 327 года)
Валерий Ма́ксим (лат. Valerius Maximus), консул 327 и префект претория в 327—328 и 332—333 годах.

## Биография
В 325 году занимал должность викария диоцеза Восток. В 327 году был сделан консулом (совместно с Флавием Констанцием) и назначен префектом претория (на Востоке). В 332-33 году вновь занимал пост префекта претория, в этот раз в Галлии, при цезаре Констанции. Покинул пост в конце 333 или начале 334 гг., когда Констанций вернулся из Галлии ко двору. Спорным является вопрос, занимал ли Валерий Максим пост префекта в 337 году. В Кодексе Феодосия один из законов (XIII. 4.2) адресован некому префекту Максиму и датирован самим кодексом 2 августа 337 года. 
Авторы «Просопографии поздней Римской империи» считали, что Валерий Максим в 337 году был префектом цезаря Далмация Младшего и погиб вместе с ним. Однако в более позднем исследовании Тимоти Барнс, на основании новых материалов, показал, что однозначно отнести упомянутого Максима к цезарю Далмацию невозможно, он мог быть префектом при любом из цезарей.
Возможно, был родственником (сыном или племянником) Валерия Максима Басилия, префекта Рима в 319—323 годах. По мнению К.Сеттипани — он был первый раз женат на Септимии (ок.305—ок.328), дочери Септимия Басса. Она родила ему (ок.325) дочь Септимию и (ок.328) сына Луция Валерия Септимия Басса. Валерий Максим второй раз женился (ок.329) на Вулкации (ок.307—пос.335), дочери Нерация Юния Флавиана. Вулкация родила (ок.330) сына Валерия Максима Басилия и (ок.335) дочь Валерию, которая стала христианкой в браке с Руфием Мецием Плацидом.